# Barathrum
Barathrum es una banda de Finlandia de estilo de black metal fundada en 1990, fueron unas de las primeras bandas del género black metal en Finlandia junto a bandas como Archgoat, Beherit e Impaled Nazarene.

## Miembros actuales
- Demonos Sova – Todos los instrumentos
- Anathemalignant – Guitarras
- Raakalainen; Guitarras
- Nukklear Tormentörr – Bajo
- G'Thaur – Bajo, Vocalista
- Agathon – Batería

### Miembros previos
- Aki Hytönen (1990-1991) (Guitarras)
- Ilu (1990-1992) (Batería)
- Jetblack Roima (1991-1991, Guitarras)
- Niko (1991-1992) (Guitarras)
- Neva (1991-1991) (Guitarras)
- Bloodbeast (1992) Guitarras)
- Necronom Dethstrike (1992-1992) (Batería)
- Infernus (1992-1996) (Bajo)
- Reaper Sklethnor (1993-1994) Guitarra)
- Destrukkktorr (1993-1994, (Batería)
- Crowl (1994-1994) (Bajo)
- Pimeä (1995-1996) (Batería)
- Sulphur (1996, Guitars)
- Nattasett (1998)(Batería).
- Warlord (1999) (Guitarras)
- Somnium (1999-2001, Guitarras).
- Beast Dominator (1999) (Batería)
- Trollhorn (2000-2001) (teclados)
- Anathemalignant (1998-2004) (Guitarras)
- Abyssir (2000-2007) (Batería)

## Discografía

### Álbumes en estudio
- Hailstorm  (1994)
- Eerie (1995)
- Infernal (1996)
- Legions of Perkele (1998)
- Saatana (1999)
- Okkult (2000)
- Venomous (2002)
- Anno Aspera - 2003 Years After Bastard's Birth (2005)
- Long Live Satan (2009)
- Fanatiko (2017)

### EP y sencillos
- Devilry (EP, 1997)
- Jetblack (1997, 7"EP, edición limitada a 666 copias)
- Black Flames and Blood (CDS, 2002)

### Demos
- From Black Flames to Witchcraft (1991)
- Witchmaster (1991)
- Battlecry (1992)
- Sanctissime Colere Satanas (1993)
- Sanctus Satanas (Studio & Stage) (1993)
- Soaring Up from Hell (1993)